# Дрезен, Эрнест Карлович
Эрне́ст Ка́рлович Дре́зен (в некоторых источниках — Эрне́ст Вильге́льм; 2 [14] ноября 1892, Либава — 27 октября 1937, Москва) — российский и советский интерлингвист и эсперантолог, руководитель Союза эсперантистов советских республик.

## Биография
Родился в Либаве, Курляндия (ныне — Лиепая, Латвия) в семье моряка, по национальности латыш. После окончания начальной школы в 1908 году поступил в реальное училище в Кронштадте, куда переехала его семья. В возрасте 16 лет познакомился с интерлингвистикой, что определило его дальнейшую жизнь. Первоначально он изучил реформированный вариант эсперанто — язык идо, и несколько лет был горячим его сторонником. В 1912 году в журнале сторонников идо «Идеалисто» опубликовал «Воззвание ко всем издателям-идистам», к котором просил присылать ему брошюры и журналы со статьями Л. Н. Толстого или о Толстом для музея писателя и высказывал готовность создать в этом музее отделение идо. Но последующее ослабление в мире позиций идистского движения привело к уходу многих его сторонников в эсперанто-движение, и Э. Дрезен был в их числе.
С 1911 по 1916 годы учился в Петербургском Политехническом институте, где создал группу эсперантистов и руководил её работой, а в 1916 году был в числе основателей интерлингвистического общества «Космоглот». При возобновлении деятельности петербургского эсперантистского общества «Эсперо», после так называемого «Процесса Постникова», Дрезен вошёл в руководящий состав общества, а в 1917—1919 гг. был его председателем.
После окончания Политехнического института закончил трёхмесячное училище военных инженеров и был направлен в действующую армию в чине прапорщика.
Во время Февральской революции 1917 года в чине подпоручика помогал охранять арестованных царских министров в Таврическом дворце. Вступил в партию эсеров, но вскоре вышел из неё, а в 1918 г. вступил в РКП(б). В 1918—1921 гг. служил в Красной Армии. С 1921 по 1923 годы работал заместителем управляющего делами ВЦИК, затем работал в наркомате иностранных дел, Рабоче-крестьянской инспекции, Всесоюзном комитете стандартов, доцентом и профессором 1-го Московского госуниверситета и автомеханического института, начальником отдела Всесоюзного центрального комитета нового алфавита (ВЦКНА) Совета Национальностей ЦИК СССР. С 1926 по 1930 годы работал директором Московского института связи, заместителем директора треста «Оргэнерго» и профессором Московского университета, а также советником Всесоюзного общества культурных связей с зарубежьем (ВОКС).
Постоянно вёл активную работу в эсперанто-движении. В 1919 году он выступил в числе инициаторов создания Эсперанто-секции III Интернационала (просуществовала до 1921 года), а в июне 1921 года на III Всероссийском съезде эсперантистов стал основателем Союза Эсперантистов Советских Стран (позже — Союз эсперантистов советских республик, СЭСР); будучи избран генеральным секретарём ЦК СЭСР, находился на этом посту до августа 1936 года. Главной целью деятельности СЭСР провозглашались пропаганда советского образа жизни, достижений революции, идей коммунизма. Под руководством Э. Дрезена СЭСР стал организацией, структурно и идейно аналогичной РКП(б).
Это предопределило конфликт СЭСР как c международным эсперанто-движением в целом (поскольку одним из основополагающих принципов движения, провозглашённых ещё в Булоньской декларации, является его политическая и идеологическая нейтральность), так и с созданной в августе 1921 года Всемирной Вненациональной Ассоциацией (SAT). SAT задумывалась как организация, объединяющая сторонников политических партий всех течений левой социалистической ориентации, но она не могла полностью отвечать интересам СЭСР и её руководства, так как в SAT, помимо коммунистов, входили также анархисты, троцкисты и другие, объявленные Советской властью «вредным элементом». С начала 1930-х гг. отношения между СЭСР и SAT стали ухудшаться, и в 1932 году произошёл окончательный разрыв. В августе 1932 г. на учредительной конференции в Берлине был создан Интернационал пролетарских эсперантистов (ИПЭ), крупнейшей секцией которого стал СЭСР (в момент создания ИПЭ насчитывал около 5000 членов, а в конце 1934 г. — около 11 000, в том числе 8000 из СССР).
17 апреля 1937 года был арестован по обвинению в шпионаже и контрреволюционной деятельности, и 27 октября расстрелян, прах захоронен в Общей могиле № 1 Донского кладбища. Вместе с ним были арестованы многие руководители и рядовые члены СЭСР, что привело к фактической ликвидации этой организации. Были репрессированы и расстреляны также жена и младший брат Э. К. Дрезена — А. К. Дрезен. Из всех членов ЦК СЭСР в живых осталось лишь двое.
Реабилитирован 11 мая 1957 года.

## Вклад в интерлингвистику иэсперантологию
Э. Дрезен является автором около 50 работ по интерлингвистике и эсперантологии, а также трудов по истории российского и советского эсперанто-движения, которые неоднократно переиздавались в разных странах (а некоторые из них после расстрела Э. К. Дрезена долгие годы лежали в советском «спецхране»).
Важнейшая его работа — «За всеобщим языком. Три века исканий» («эсп. Historio de la mondolingvo»). В ней были детально разобраны многочисленные проекты международного языка, начиная с древности и до 1930-х годов. Большой интерес для историков представляют также «Аналитическая история эсперанто-движения» и «В борьбе за СЭСР. Заметки об истории советского эсперанто-движения».
По инициативе Э. К. Дрезена в 1936 году была создана международная группа экспертов по терминологии в рамках Международной организации по стандартизации (в настоящее время это — технический комитет ISO/TC 37).
Осуществлял литературное редактирование издания на эсперанто повести А. С. Новикова-Прибоя «Подводники» (La Submarinistoj) в 1932 году.

## Публикации
- Дрезен Э. К. За всеобщим языком : (Три века исканий) : [арх. 24 июля 2020] / Э. Дрезен ; с предисл. акад. Н. Я. Марра ; Главнаука НКП РСФСР. — М. ; Л. : Государственное издательство, 1928. — 269, [2], 1 л. табл. с. — 2500 экз.
- E. Drezen. Historio de la Mondolingvo (эсп.). — Leipzig: Ekrelo, 1931.
- Analiza Historio de la Esperanto-Movado, (1931);
- Skizoj pri teorio de Esperanto (1931);
- Zamenhof - bioideologia studo, SAT, 1929;
- La Vojo de formigxo kaj disvastigxo de la lingvo internacia, SAT, 1929
- Drezen, Ernest K. Pri problemo de internaciigo de science-teknika terminaro. Historio, nuna stato kaj perspektivoj. — Saarbrücken: Artur E. Iltis, 1983.